# Branko Hrg
Branko Hrg (ur. 26 września 1961 w Kalničkim Potoku) – chorwacki polityk, nauczyciel i samorządowiec, parlamentarzysta, od 2012 do 2016 przewodniczący Chorwackiej Partii Chłopskiej (HSS).

## Życiorys
Ukończył studia pedagogiczne na Uniwersytecie w Zagrzebiu. W 1992 został członkiem Chorwackiej Partii Chłopskiej, obejmował różne funkcje w jej strukturach. W 2001 po raz pierwszy powołano go na burmistrza miasta Križevci, uzyskiwał reelekcję w wyborach lokalnych, sprawując tę funkcję do 2017.
W styczniu 2012 w partyjnym głosowaniu pokonał Damira Bajsa, zostając nowym przewodniczącym HSS i zastępując na tej funkcji Josipa Friščicia. W tym samym roku Branko Hrg zastąpił swojego konkurenta w Zgromadzeniu Chorwackim VII kadencji jako jedyny przedstawiciel Chorwackiej Partii Chłopskiej. W 2015 utrzymał mandat poselski z ramienia koalicji współtworzonej m.in. przez HSS i HDZ. 19 marca 2016 na funkcji lidera Chorwackiej Partii Chłopskiej zastąpił go Krešo Beljak.
Branko Hrg opuścił wkrótce HSS, która zerwała koalicję z HDZ. W przedterminowych wyborach w 2016 z ramienia Chorwackiej Wspólnoty Demokratycznej z powodzeniem ubiegał się o poselską reelekcję. W tym samym roku dołączył do Chorwackiej Partii Demokratyczno-Chrześcijańskiej.
W 2020 mianowany sekretarzem stanu w ministerstwie obrony.